# Zumaglia
Zumaglia est une commune italienne d'environ 1 100 habitants, située dans la province de Biella, dans la région Piémont, dans le Nord-Ouest de l'Italie.

## Géographie
Zumaglia se trouve à environ 60 km au nord-est de Turin et à environ 3 km au sud-est de Biella.

## Administration
| Période                                  | Période | Identité | Étiquette | Qualité |
| ---------------------------------------- | ------- | -------- | --------- | ------- |
|                                          |         |          |           |         |
| Les données manquantes sont à compléter. |         |          |           |         |

### Hameaux
Bareto, Bona, Contornina, Cres, Uberti 

### Communes limitrophes
Biella, Pettinengo, Ronco Biellese